# Sloaneana
Sloaneana is een geslacht van kevers uit de familie van de loopkevers (Carabidae). De wetenschappelijke naam van het geslacht is voor het eerst geldig gepubliceerd in 1933 door Csiki.

## Soorten
Het geslacht Sloaneana omvat de volgende soorten:
- Sloaneana lamingtonensis Baehr, 2002
- Sloaneana similis Baehr, 2002
- Sloaneana tasmaniae (Sloane, 1915)